# Cephalodynerus unicornis
Cephalodynerus unicornis är en stekelart som beskrevs av Parker 1964. Cephalodynerus unicornis ingår i släktet Cephalodynerus och familjen Eumenidae. Inga underarter finns listade.